# Институт интегральных схем общества Фраунгофера
Институт интегральных схем общества Фраунгофера (нем. Fraunhofer-Institut für Integrierte Schaltungen, сокращенно Fraunhofer IIS, FIIS) — научно-исследовательский институт, расположен в пригороде Эрлангена в районе Тененлойе. Ведёт разработки в следующих областях: медицинское оборудование, кодирование/декодирование данных, беспроводная передача данных и др.
В здании Института расположена кафедра Информационной техники Университета Фридриха-Александра — кафедра LIKE (Lehrstuhl fur Informationstechnik).
Одна из самых успешных разработок Института — всемирно известный алгоритм кодирования звука, формат MP3. Кодеки, разработанные Институтом ИС, использованы в ОС Windows.
23 апреля 2017 года институт официально объявил о прекращении работы над форматом MP3 в связи с истечением срока патента.

## Международное сотрудничество
Значительную часть сотрудников составляют приезжие специалисты, в том числе и из России.
Институт регулярно проводит стажировки для студентов вузов, в том числе и студентов Владимирского государственного университета, с которым установлены официальные партнерские отношения.